# Verkochung
Verkochung ist ein Begriff aus der Chemie, genauer der organischen Chemie. Unter der Verkochung von Aryldiazoniumsalzen versteht man die beim Erhitzen erfolgende thermische Zersetzung derer wässriger Lösungen, wobei über hochreaktive Phenyl-Kationen in meist nur mäßigen Ausbeuten Phenole entstehen.

## Übersichtsreaktion
Die Reaktion zeigt wie in mehreren Reaktionsschritten – am Beispiel des Phenyldiazoniumsalzes –  Phenol entsteht:
Die Reaktion ist übertragbar auf die Herstellung anderer hydroxysubstituierter Aromaten aus Aryldiazoniumsalzen.

## Mechanismus
Beim Erhitzen einer wässrigen Lösung des Phenyldiazoniumsalzes (1) spaltet sich Stickstoff ab und es entsteht ein sehr instabiles Phenyl-Kation (2). Wasser greift 2 nucleophil an unter Bildung des Oxonium-Ions 3. Das Anion des Phenyldiazoniumsalzes – im Beispiel Chlorid –  deprotoniert das Oxonium-Ion 3, wobei Phenol (4) entsteht.